# Bibliothèque de l'institut catholique de Paris
L'ensemble des bibliothèques de l'Institut catholique de Paris offre une importante documentation de 700 000 documents dont 134 000 en libre accès, grâce à 411 places assises au sein de l'Institut catholique de Paris. Cet ensemble est constitué de cinq bibliothèques regroupées en quatre lieux.

## Bibliothèque universitaire de Fels
La bibliothèque universitaire de Fels occupe huit niveaux du bâtiment néogothique de l'ICP en briques rouges construit par l'architecte Gabriel Ruprich-Robert entre 1894 et 1933. Elle doit son nom à la comtesse et au comte Edmond de Fels, donateurs qui permirent la construction de la salle de lecture du premier étage et du magasin du quatrième, ainsi que des trois magasins en sous-sols.
La bibliothèque offre une importante documentation sur les disciplines religieuses (patristique, théologie, droit canonique, liturgie) et profanes (sciences humaines). Elle possède entre autres une collection de 409 tablettes cunéiformes, des manuscrits essentiellement français (notamment une partie du fichier Pisani sur le clergé pendant la Révolution), une soixantaine d'incunables, près de 2 000 imprimés du XVIe siècle, une importante collection de journaux du XIXe siècle, l'ensemble de la bibliothèque arabe du père Jean Mohamed Ben Abdejlil, les cours de Marcel Jousse, l'ensemble de la bibliothèque et du journal de Paul Bourget. Elle est également dépositaire de la bibliothèque arménienne de la fondation Nourhan Fringhian.

## Bibliothèque Jean de Vernon
Cette bibliothèque a été ouverte en janvier 1995. Elle regroupe la bibliothèque œcuménique et scientifique d'études bibliques (BOSEB) et la bibliothèque de l'Institut français d'études byzantines (IFEB). Elle offre une importante documentation d'environ 90 000 volumes dans les domaines des sciences bibliques et orientales et du monde byzantin.

## Bibliothèque de droit canonique
Cette bibliothèque spécialisée dispose d'un fonds documentaire de 9 000 ouvrages (non seulement sur le droit canonique, mais aussi sur les fondements du droit, l'histoire des institutions, la jurisprudence matrimoniale canonique, les relations entre l’Église et les États, les Églises orientales, les Églises d'Afrique...) ainsi qu'une collection de 140 périodiques français et étrangers, dont 65 abonnements en cours.

## Centre documentaire de l'Institut supérieur de pédagogie
Ce centre met à disposition du public une bibliothèque spécialisée en sciences de l'éducation, pédagogie et formation, comprenant 25 000 ouvrages.
Il comprend le fonds Rey-Herme sur l'histoire des institutions éducatives, qui comprend notamment une collection exceptionnelle de plusieurs centaines de livres anciens très rares sur l'histoire de l'enseignement et de l'éducation au cours des siècles.

## Pour approfondir